# Meisenbrünnlein
Der Meisenbrünnlein ist ein ca. drei Kilometer langer Bach im Hochspessart unterhalb des Geiersbergs, der auf dem Gebiet der unterfränkischen Gemeinde Rothenbuch verläuft und von rechts in den Steinbach (Hafenlohr) mündet.

## Geographie

### Verlauf
Der Meisenbrünnlein entspringt im Hochspessart etwa 1000 Meter westlich des 586 m hohen Geiersbergs. Seine Quelle liegt am südlichen Rand des Naturwaldreservat Eichhall.
Er fließt zunächst ca. 1,5 km in westlicher Richtung, dann biegt der Bach für ca. 1,5 km in nördlicher Richtung, wo er im Gebiet des Steintors in den Steinbach (Weibersbach) mündet.

### Einzugsgebiet
Das 4,622 km² große Einzugsgebiet des Meisenbrünnleins liegt im Hochspessart.